# Cyrtanthus rhodesianus
Cyrtanthus rhodesianus är en amaryllisväxtart som beskrevs av Alfred Barton Rendle. Cyrtanthus rhodesianus ingår i släktet Cyrtanthus, och familjen amaryllisväxter. Inga underarter finns listade i Catalogue of Life.